# Географија Црне Горе
Црна Гора се налази у југоисточној Европи на Балканском полуострву. Територија Црне Горе заузима приближно 13.812 km².

## Границе
Граничи се са Хрватском (14 km) на западу, Босном и Херцеговином на сјеверу (225 km), Србијом на истоку (203 km рачунајући и Косово и Метохију), Албанијом на југу (172 km), а од Италије је раздвојена Јадранским морем. Дужина обале је 293,5 km.
Крајње тачке Црне Горе су:
- сјевер: 43° 32' СГШ, 18° 58' ИГД — обронци планине Ковач код места Моћевићи
- југ: 41° 52' СГШ, 19° 22' ИГД — код аде Бојане, на ушћу ријеке Бојане
- исток: 42° 53' СГШ, 20° 21' ИГД — код села Јабланица источно од Рожаја
- запад: 42° 29' СГШ, 18° 26' ИГД — код села Суторина у близини Херцег Новог[1]

## Земљина кора на тлу Црне Горе
Земљина кора на тлу Црне Горе има различиту дебљину. Највећа је у предјелу црногорских Динарида, а најмања у јужном дијелу басена Јадранског мора. Заправо, најмања је у централном дијелу Јужног Јадрана(20 km), а највећа је у предјелу Лијеве Ријеке, гдје дебљина коре износи од 45 до 50 km.

## Физичко-географске одлике

### Геолошки састав
Црна Гора изграђена је од стена различите старости.
Најстарији терен простире се источном страном Комова и обухвата брегове око Лијеве Ријеке, Злоречице, Лима, Горње Мораче, Љубаштице, Градашнице, Таре итд. Заузима велики простор у југоисточном делу Црне Горе, одакле се везује са пограничним сличним теренима у Србији и Босни. Овај терен махом је изграђен од мрких глинених шкриљаца са песком или без њега, местимично од полукристаластих шкриљаца са лиснатим минералима (талкшист, хлоритошист, калкшист), а унеколико и од загаситих мермерастих кречњака. Ови терени Црне Горе веома су испреметани из свог првобитног положаја и на пуно места прожети старим еруптивним масама (дијабазима, порфиритима), од којих су неке нађене и међу првим слојевима мезозоика (доњи тријас).
Највећи део најстаријег терена створен је у карбонској периоди. Горњи слојеви карбонских творевина доста поступно прелазе у творевине из пермске периоде. Међу поменутим слојевима највише се истичу они састављени од бреча. Пермске творевине, којима се завршава палеозоик, нису велике моћности, нити заузимају велике просторе на површини. Изнад пермских творевина врло су сложно и неосетно сталожени слојеви са којима је обележен почетак мезозоика. Ови слојеви су у почетку пешчарски, потом глинени и лапорни (верфенски шкриљци), док не преовлада врло моћна маса тријасних кречњака и доломита.
Тријасни кречњаци изграђују врло широк североисточни појас Црне Горе, почев од поменуте карбонске масе па до границе са Херцеговином (Пипери, Никшић, Дуга итд.). Од њих се састоје и веће или мање плоче којих има на више места по поменутом најстаријем терену. Појас тријасних кречњака простире се по црногорским брдима између Скадарског језера и Јадранског мора. Творевине јурске периоде немају велико пространство на територији Црне Горе.
Кредни кречњаци изграђују највећи део Црне Горе, целу њену југоисточну половину. Представљају део великог појаса ове формације динарских Алпа који се скоро без прекида протеже од Словеније и Истре, преко Далмације и Херцеговине, Црне Горе, Албаније итд. Овакав крашки терен карактерише се знатном моћности, са бројним слојевима и развијеним свим облицима крашког рељефа. У понеким долинама, на пример у корутини Дуге, има кредног флиша.
Формирање флиша у Црној Гори почело је за време кредне периоде, а завршило се у еоцену. Творевина еоцене старости, кречњака са нумулитима и шкриљастих глина са песком, има нарочито много у приморском планинском венцу који се простире од Бара до Улциња и даље на север, и код Медуна, затим у острошким и пиперским брдима. Са њима се завршава велики низ различитих терена који су учествовали у главном издизању динарскских Алпа.
Код Улциња налази се значајан траг некадашњег Средоземног мора, јер нигде у близини нема сличних остатака.
Дилувијалне воде оставиле су огромне речне наносе по долинама и пољима (Цетињско, Никшићко итд, долина Мораче, Лима и околина Подгорице). По пољима је расут већином вапнени шљунак од опадине са околних брегова. На падинама које су, током плеистоцена, биле покривене ледницима (Дурмитор, Трескавица, Прењ, Волујак, Маглич итд.) има и морена. Алувијалних наноса има по свим пољима. Истиче се оно око Колашина.
Магматске стене јављају се као већ поменути умеци у карбонске и тријаске слојеве (дијабази и диорити). Највећа маса таквог дубинског уметка пресеца Тару код Требељева, и пење се на Јабланов врх. Мање масе су код Бољевића, Кривог дола, пивског манастира, у долинама Буковице, Грачанице итд. Млађе магматске стене (андезити и порфири) имају оскудно пространство на територији Црне Горе. Ограничене су на приморску област, код Сутормана и Вирпазара.

### Рељеф
Црна Гора се распростире од високих врхова на граници са Србијом и Албанијом и шири се великом равницом која се простире неколико километара. Равница грубо нестаје на сјеверу, гдје се Ловћен и Орјен нагло спуштају у Боку которску.
Планине Црне Горе спадају у једне од најнегостољубивијих терена у Европи. Њихова просјечна надморска висина је више од 2.000 m. Највиши врх Црне Горе је Зла Колата на Проклетијама са надморском висином од 2534 m. Један од најпознатијих врхова Црне Горе је Боботов кук на планини Дурмитор, који се налази на висини од 2523 m. Планине Црне Горе спадају у терене Балканског полуострва највише измијењене ерозијом током последњег леденог доба.
Јадранска област захвата релативно узани појас Црногорског приморја од рта Оштро до ушћа ријеке Бојане, а према унутрашњости Јадранска област се шири ка долини Бојане и Скадарској котлини, и ка долинама Мораче и Зете. На кречњачкој подлози развила се посебна врста тла-црвеница, погодна за узгој дувана, винове лозе, воћа, маслина и других култура. Поред црвенице јавља се и флишно земљиште. Јадранска област се дијели на: Бококоторски залив, Црногорско или Паштровићко приморје, Барско поље, Скадарски басен и Зетско-Бјелопавлићку равницу.
- Бококоторски залив састоји се од четири мања залива: Топланског, Тиватског, Рисанског и Которског. Топлански и Тиватски залив спаја тјеснац Кумбор, а Тиватски и Рисански тјеснац Вериге.
- Паштровићко приморје протеже се од Боке до Улциња. Изнад њега се издижу планине Румија и Суторман. Некадашње острво Свети Стефан пјешчаном превлаком спојено је са обалом и претворено у полуострво и туристички град-хотел. Овај дио Јадранске области располаже пјесковитим плажама Петровац, Милочер, Свети Стефан, Улцињ итд. Велика Плажа код Улциња је најдужа од плажа у Црној Гори, дуга око 13 km.
- Барско поље је најзначајнији жељезнички, лучки и индустријски центар.
- Скадарски басен представља највећу криптодепресију на Балканском полуострву. Његова највећа дубина лежи 38 m испод нивоа мора, а површина воде језера је 6 m изнад нивоа мора. Оно је уједно и највеће језеро Црне Горе.
- Зетско-Бјелопавлићка равница се протеже око ријека Мораче и Зете све до недалеко од Никшићког поља. Плодно тло, обиље воде, медитеранска клима учинили су да је ово најплоднији дио Црне Горе и њена житница.

Велики крашки предео у Црној Гори углавном лежи на висинама од 1000 m изнад нивоа мора, а неки дијелови иду скоро до 1.900 m, као на примјер планина Орјен, највиши масив међу приобалним кречњачким вијенцима.
| назив                      | локација     | дубина (m) |
| -------------------------- | ------------ | ---------- |
| Јама на Вјетреним брдима   | Дурмитор     | 897        |
| Јама у Малом Ломном Долу   | Дурмитор     | 605        |
| Јамски систем у Обручинама | Дурмитор     | 464        |
| Јама у Црквеном Долу       | Морачка Капа | 266        |
| Јама у Прибатовом Долу     | Маганик      | 239        |

Три најдубље јаме у Црној Гори налазе на Дурмитору. Најдубља међу њима налази се на Вјетреним брдима и има дубину од 897 метара. У пет најдубљих јама убрајају се по једна на Морачкој Капи и Маганику.

### Клима
На климу Црне Горе утичу велике водене површине Јадранског мора и Скадарског језера, дубок улазак Боке которске у копно, планинско залеђе у близини обале (Орјен, Ловћен и Румија) и планинама Дурмитор, Бјеласица и Проклетије.
У Приморју и Зетско-Бјелопавлићкој равници влада средоземна клима, са топлим и сувим љетима и благим и кишовитим зимама. Током зиме са копна мора дува сува и хладна бура, док у јесен са мора дува југо доносећи топао ваздух из сјеверне Африке и велике количине падавина. Планина Орјен спада у најкишовитија мјеста у Европи. У тој области падне годишње 4600 mm падавина, на стрмим падинама Орјена у мјесту Црквице годишње просечно падне око 5000 mm, што представља европски максимум падавина, а у рекордним годинама близу 7000 mm/m².
Знатно оштрију климу имају крашка поља испод околних планинских врхова удаљена 20-80 km од мора. У централном и сјеверном делу Црне Горе влада планинска клима, а на крајњем сјеверу Црне Горе континентална клима, који осим великих дневних и годишњих амплитуда температуре карактерише мала годишња количина падавина уз прилично равномјерну расподјелу по мјесецима. У планинским областима на сјеверу љета су релативно хладна и влажна, а зиме дуге и оштре, са честим мразевима и ниским температурама, које нагло опадају са висином.

### Хидрографија
Ријеке Црне Горе припадају Црноморском и Јадранском сливу. Најдужа ријека је Тара (141 km), а остале дуже ријеке су Пива, Ћехотина, Лим, Зета, Морача и Бојана. Ријека Тара протиче кроз кањон дубок 1.300 метара. Једина пловна ријека је Ријека Црнојевића.

#### Језера
Највеће језеро Црне Горе је Скадарско језеро, које је највеће језеро на Балканском полуострву. Скадарско језеро је криптодепресија.
Глацијална језера су најбројнија али и најмања. Велики број планина је током плеистоцена био захваћен глацијацијом. На њима су се током тог периода образовали ледници који су створили карактеристичне ерозивне и акумулативне облике. Након завршетка глацијације, у појединим облицима рељефа формирана су језера. Најзаступљенија су глацијална језера смештена у цирковима и терминалним басенима. Већи број глацијалних језера налази се у цирковима, на висинама од 1500–2300 m. Због њиховог положаја, међу високим планинским врховима и бистре зелено-плаве боје називају их „горске очи”.
Басени глацијалних језера у цирковима су полигенетски (крашка и глацијална ерозија). Од њих су се одржала само она чије је дно засуто муљем или је изграђено од вододржљивих стена. Језера у терминалним басенима убрајају се у ерозивно-акумулативна.
На Дурмитору се налази 17 глацијалних језера, на Бјеласици 15, на Волујаку 3, на Сињајевини 2, на Проклетијама и Виситору 10. Глацијална језера на Дурмитору смештена су између планинских врхова и на Језерској површи. Познатија језера на овој планини су: Велико и Мало Црно код Жабљака, Шкрчко, Змијање, Валовито, Пашћанско, Рибље, Вражје, Модро итд. Велико и Мало Црно језеро су највећа и најпознатија од њих. Леже на надморској висини од 1413 m. Спојена су језероузином и имају облик броја 8. Површина ових језера мења се са променом водостаја. Велико језеро дугачко је 1300 m, широко 800 m а дубоко 24 m.
Басен Црног језера по постанку је полигенетски (тектонско-крашко-глацијални). За савремени изглед језера од значаја је развој крашког процеса у постглацијално доба. Ширина језероузине између Великог и Малог језера варира од водостаја. Креће се од 60 (при високом водостају) до 5–10 m (при ниском водостају). При ниским водостајима ниво Великог језера виши је од нивоа Малог, вода се прелива и гради слапове.
Црно језеро добија воду од падавина које се излучују на његову површину и сливају се са непосредног слива, од периодских и сублакустријских извора и врела, од периодског тока и сталне притоке Млинског потока. Воду губи периодском отоком, Жабљачком реком, понирањем и испаравањем. Жабљачка река истиче из Великог језера а дугачка је 2 km. Њена вода губи се у понорима код Жабљака.
Познатија ледничка језера на планини Бјеласици су: Биоградско, Пешића, Велико и Мало Шишко, Велико и Мало Урсуловачко.
Плавско језеро је највеће ледничко језеро Проклетија и Црне Горе али и бивше Југославије. Сем њега, на Проклетијама су позната ледничка језера: Ридско, Букумирско, Ђеравичко (Велико и Мало), Језеро без дна, Црно и Травно, Савино и др. Нека од ових проклетијских језера налазе у Метохији, у Србији.

### Флора
У Црној Гори самоникло расте 2880 врста и подврста виших биљака (папрати и цвјетнице), међу којима су 212 ендемити Балканског полуострва, а 22 врсте ендемити Црне Горе. Територија Црне Горе се може поделити на три екорегије: илирске листопадне шуме, средоземну вегетацију на приобаљу и два подтипа мјешовитих шума (балканске мјешовите шуме на крајњем сјеверу и истоку и динарске мјешовите шуме у остатку земље.

### Фауна
Животињски свет Црне Горе спада у зоогеографску област Палеарктик, али се на њеној територији укрштају фауне и неких других области: Медитерана, средње Европе и предње Азије. С друге стране, данашња фауна Црне Горе представља остатак квартарне фауне која је на овом подручју била необично богата. Балканско полуострво је за време леденог доба имало релативно блажу климу и било уточиште бројним биљним и животињским родовима и врстама. У вријеме квартара на овом подручју живјеле су данас изумрле врсте: црвени алпски вук (Cuon alpinus europaeus), пећинска хијена (Crocuta spelaea), пећински медвјед (Ursus speleus), леопард (Leopardus pardus), дивљи коњ, вунасти носорог (Coelodonta antiquitatis), гигантски јелен (Megaceros giganteus), бизон (Bison priscus), дивље говече (Bos primigenius) и др. Бројне су биле и данас постојеће врсте које су из фауне Црне Горе нестале углавном у историјско вријеме, као што су рис (Lynx lynx), јелен лопатар (Dama dama), јелен (Cervus elephus), козорог (Capra ibex) и др.

### Национални паркови
У Црној Гори постоји пет националних паркова:
| Име                              | Основан | Величина () | Слика                          |
| -------------------------------- | ------- | ----------- | ------------------------------ |
| Национални парк Биоградска гора  | 1952.   | 5.650       |                                |
| Национални парк Дурмитор         | 1952.   | 39.000      |                                |
| Национални парк Ловћен           | 1952.   | 5.650       | Ловћен са Његошевим маузолејем |
| Национални парк Скадарско језеро | 1983.   | 40.000      |                                |
| Национални парк Проклетије       | 2009.   | 16.630      |                                |